# Mechanika górotworu
Mechanika górotworu – dziedzina nauki zajmująca się badaniem zachowania skał i masywów skalnych pod wpływem sił i naprężeń występujących w skorupie ziemskiej. Obejmuje analizę procesów deformacyjnych, w tym odkształceń i przesunięć skał, zarówno w warunkach naturalnych, jak i w wyniku działalności człowieka, np. robót górniczych.

## Charakterystyka
Mechanika górotworu stanowi część geomechaniki, która bada mechaniczne właściwości materiałów geologicznych. W odróżnieniu od geologii, koncentruje się na reakcji skał i masywów skalnych na działające na nie siły.

## Główne obszary badań
1. Właściwości mechaniczne skał i masywów skalnych
2. Naprężenia i odkształcenia w górotworze
3. Stabilność wyrobisk podziemnych i odkrywkowych
4. Wpływ eksploatacji górniczej na górotwór[4]
5. Zjawiska sejsmiczne w górotworze[5].

## Zastosowania
Wiedza o mechanice górotworu znajduje praktyczne zastosowanie w:
1. Inżynierii górniczej - projektowanie i prowadzenie bezpiecznej eksploatacji złóż
2. Budownictwie podziemnym - projektowanie tuneli, podziemnych magazynów[6]
3. Geotechnice - ocena stabilności zboczy, fundamentowanie w skałach
4. Inżynierii lądowej - projektowanie zapór wodnych, wykopów w skałach
5. Geologii inżynierskiej - ocena ryzyka osuwisk, stabilności masywów skalnych[7].

Mechanika górotworu łączy wiedzę teoretyczną z praktycznymi rozwiązaniami inżynierskimi, co pozwala na bezpieczne i efektywne prowadzenie prac w środowisku skalnym oraz projektowanie trwałych konstrukcji podziemnych i naziemnych. 